# Trichostylum racematum
Trichostylum racematum là một loài ruồi trong họ Tachinidae.